# Andrei Nikolsky
Pour les articles homonymes, voir Nikolsky.
Andrei Nikolsky, en russe : Андрей Владимирович Никольский, (ou Andreï Nikolski en translittération française) est un pianiste d'origine russe, né à Moscou en 1959, et mort d'un accident de voiture en Belgique près de Waterloo le 3 février 1995.

## Biographie
Après avoir commencé ses premières leçons de piano à l'âge de cinq ans, Andreï Vladimorovitch Nikolski entre au Conservatoire Tchaïkovski de Moscou en 1976 où il travaille avec Stanislav Neuhaus et Lev Naoumov. Il travaille également avec Hans Leygraf au Mozarteum de Salzbourg. Il reçoit un second prix au Concours Long-Thibaud en 1979, et remporte en 1987 le premier grand prix du Concours musical international Reine-Elisabeth-de-Belgique. Il avait choisi de prendre la nationalité belge, acquise en 1988. Il a joué en concert le premier concerto pour piano de Tchaïkowski avec l'Orchestre Symphonique de Boston placé sous la direction de Seiji Ozawa. Cet enregistrement a été diffusé le 3 novembre 1986 sur la radio américaine WQXR (New York's Classical Music Radio Station).

## Discographie
Frédéric Chopin (Arte Nova Classics - n° de catalogue 277749) 
- 24 Préludes op. 28,
- Barcarolle en Fa# majeur op. 60[6]
- 2° Sonate en Sib mineur op. 35

Sergueï Rachmaninov (Arte Nova Classics - n° de catalogue 277950) 
- Prélude en ut# mineur op. 3 no 2
- 10 Préludes op. 23
- Variations sur un thème de Corelli op. 42
- 2° Sonate en sib mineur op. 36

Sergueï Rachmaninov (Queen Elisabeth Piano Competition 1987) 
- Piano Concerto n°3 op.30.

The National Orchestra of Belgium (Georges Octors, conductor). 
Sergueï Prokofiev (Arte Nova Classics - n° de catalogue 27794) 
- Sonate no 5 en Do majeur op. 135 (2° version)
- Sonate no 7 en Sib majeur op. 83 ("Sonate de guerre" no 2 - Stalingrad)
- Sonate no 8 en Sib majeur op. 84 ("Sonate de guerre" no 3)

Modeste Moussorgski (Arte Nova Classics) 
- Tableaux d'une Exposition

Piotr Ilitch Tchaïkovski (Arte Nova Classics) 
- Les Saisons